# Římskokatolická farnost Veleliby
Římskokatolická farnost Veleliby je zaniklé územní společenství římských katolíků ve Velelibech a okolí. Organizačně spadalo do nymburského vikariátu, který byl jedním z vikariátů litoměřické diecéze. Nymburský vikariát zanikl v rámci změn hranic diecézí ke 31. květnu 1993 a farnost byla začleněna do pražské arcidiecéze do staroboleslavského vikariátu.

## Kostely a kaple na území farnosti
| Fotografie | Kostel             | Místo    | Zeměpisné souřadnice            |
| ---------- | ------------------ | -------- | ------------------------------- |
|            | Kostel sv. Václava | Veleliby | 50°12′39″ s. š., 15°1′18″ v. d. |

Ve farnosti se nacházely také další drobné sakrální stavby a pamětihodnosti.

## Historie farnosti
Jedná se o starobylou farnost. Kanonicky byla znovuobnovena roku 1865. Velelibská farnost zanikla od 1. ledna 2006, kdy se stala součástí farnosti Nymburk.